# Luca Ghignone
Luca Mario Ghignone (Cuneo, 3 novembre 1973) è un doppiatore e direttore del doppiaggio italiano.

## Biografia
Frequenta i corsi del Centro D e della scuola di teatro Sergio Tofano a Torino. Recita in diversi lavori teatrali finché, dal 2004, si dedica prevalentemente al mondo del doppiaggio.
È conosciuto per aver doppiato il personaggio di Dodò nella trasmissione Rai L'albero azzurro e di Froylan "Froy" Tercero in Operation Repo - La gang dell'auto.
A partire dall'episodio 30 di Dragon Ball Super doppia Junior in sostituzione di Alberto Olivero.
Nel gennaio 2011 è stato temporaneamente lo speaker dei promo di Italia 1, in sostituzione di Raffaele Farina.

## Doppiaggio

### Cinema
- Paul Walker in Vehicle 19
- Noom Diawara in Non sposate le mie figlie!
- Benicio Del Toro in Escobar
- Milo Ventimiglia in The Divide
- Yayan Ruhian in The Raid - Redenzione
- John Leguizamo in Spun, Nancy
- A.D. Miles in The Ten
- Michael Shannon in Grand Theft Parsons
- Luke Donovan in Slam
- Ben Sutton in These Final Hours
- Donnell MacKenzie in Tutte per uno
- Ben Shenkman in Blue Valentine
- Sean Cook in The Choke
- Michael Mando in The Colony
- Tom Kiesche in Alien Raiders
- Ryan Belleville in Vado, vedo... vengo! - Un viaggio tutto curve
- Juan Cruz Pochat in Sheer - I sogni finiscono all'alba
- Colin Stark in Speed Demon
- Kristopher Turner in Brotherhood III - Giovani demoni
- Dominic Darceuil in Inside - Histoire de pen
- Carlos Areces in Ghost Academy
- Ernesto Alterio in Infanzia clandestina
- Manu Baqueiro in Pongo, il cane milionario
- Yoshinori Okada in Kamikaze Girls
- Gregory Wong in Shanghai Baby
- 50 Cent in Escape Plan 3 - L'ultima sfida
- Shido Nakamura in Death Note - Il film, Death Note - Il film: L'ultimo nome
- Melvil Poupaud in Laurence Anyways e il desiderio di una donna...
- Dany Boon in Lolo - Giù le mani da mia madre
- Micah Hauptman in Parker
- Corey Stoll in Anesthesia
- Kristofer Kamiyasu in Come ti ammazzo il bodyguard 2 - La moglie del sicario
- Alberto Rodriguez in Infiesto
- Kazuki Kitamura in Zombie 100 - Cento cose da fare prima di non-morire
- Robinson Stévenin in La gazza ladra
- Charles Halford in Horizon: An American Saga - Capitolo 1

### Cortometraggi
- Noé Blancafort e Salvador Llós in Fist of Jesus
- D.R. in Monsters: 103 Passioni Inferno del Dragone

### Film d'animazione
- Ken il guerriero - La leggenda di Hokuto, Ken il guerriero - La leggenda di Raoul e Ken il guerriero - La leggenda di Toki - Raoul da ragazzo
- Barbie Super Principessa - Re Kristoff
- Billy il koala - Bill
- I 7 nani - Bobo
- Yellowbird - Max
- Cars 3 - Dr. Damage
- Iqbal - Bambini senza paura - coniglio, Malikian e Bekim
- One Piece Gold - Il film - Rob Lucci
- Dragon Ball Super - Broly, Dragon Ball Super - Super Hero - Piccolo
- One Piece Stampede - Il film - Capone Bege
- Goblin Slayer The Movie: Goblin's Crown - Sacerdote Lucertola
- Haikyu!! Battaglia all'ultimo rifiuto - Keishin Ukai
- A casa dei Loud: Il film - Lynn Loud Sr.
- Sword Art Online: Progressive - Aria of a Starless Night, Sword Art Online: Progressive - Scherzo of Deep Night - Kibao
- My Oni Girl - Yuichi

### Film per la TV e miniserie
- Richard De Klerk in Robin Hood - Il segreto della foresta di Sherwood
- Eddie Steeples in Holiday Heist - Mamma, ho visto un fantasma

### Serie televisive
- Guillermo Diaz in Scandal
- Sean Harris in I Borgia
- Jonathan Del Arco in Nip/Tuck
- Brett Gelman in The Inbetweeners - Quasi maturi
- Paul Schrier in Power Rangers Samurai
- Steve Little in Haters Back Off
- Antonio Gómez in Monica Chef
- Lyriq Bent in Mary Kills People
- Julian Barratt in Truth Seekers
- Johann Myers in Halo
- Matthew Maher in Outer Range
- Martin Hug in Frieden - Il prezzo della pace

### Docu-reality
- Froylan Tercero in Operation Repo - La gang dell'auto

### Soap opera e telenovelas
- Florian Böhm, Golo Euler e Franz-Xaver Zeller in Tempesta d'amore
- Sebastian Deyle in Alisa - Segui il tuo cuore
- Geoffrey Sauveaux in Bella è la vita
- Carlos Serrato in Betty la fea
- Marco Rivera in Rubi

### Cartoni animati
- Pablo in Sorriso d'argento
- Run in Static Shock
- Hervé Pichon (1ªvoce) in Code Lyoko
- Bloo in Gli amici immaginari di casa Foster
- Raimundo in Xiaolin Showdown
- Sparky (1^ voce) in Atomic Betty
- Bjorn Bjornson in Robotboy
- Zetsu Nero in Naruto
- Chiba in Beck
- Atori in Noein
- Chino in Mix Master
- Stimpy (2* voce) in The Ren & Stimpy Show
- Dodò (voce dal 2007 al 2014) in L'albero azzurro
- Oscar in Squirrel Boy
- Chicco in Cecco della botte - Nuove avventure (st. 5-7)
- H.E.R.B.I.E. in I Fantastici Quattro
- Eido e Ted in Zatch Bell!
- Fess in Platinumhugen Ordian
- Papà Dinky Doo in Pinky Dinky Doo
- Morsicor in Gormiti, che miti
- Ho Jun-Lee in Aqualuna
- Lok in Tak e la magia Juju
- Kato Masaru in Gantz
- Ban Jo in Twin Princess - Principesse gemelle
- Modeus in Devil May Cry
- Plasma e Vergil in Devil May Cry (2025)
- Capone Bege, Nefertari Cobra (2° voce), Monkey D. Dragon (5° voce), Penguin e King Baum in One Piece
- Grizzle in Gli orsetti del cuore
- Doktor Frogg in La Banda dei Super Cattivi
- Daniel in Pokémon Diamante e Perla: I Vincitori della Lega di Sinnoh
- Seiji Onosawa in Tokyo Magnitude 8.0
- Soundwave in Transformers: Prime
- Tomohisa Kaname in Puella Magi Madoka Magica
- Eto in Dragon Knight - Wheel of Time
- North Shaw in Supa Strikas
- Jay Baker (Ep. 1-30) - Ghostforce
- Billy Joe Cobra in Billy: un amico fantasmico
- Xavier Foster in Inazuma Eleven GO
- Soos e Robbie in Gravity Falls
- Silver Shill in My Little Pony - L'amicizia è magica
- Buford G. Butternut in Numb Chucks
- Tokkori (2° voce) in Kirby
- Springload, Tricerashot e Boostwing in Transformers: Robots in Disguise
- La Bestia e Enoch in Over the Garden Wall - Avventura nella foresta dei misteri
- Jeremy e Randl in Harvey Beaks
- Bobgoblin in Wallykazam!
- Kaiser de Emperana Beelzebub III in Beelzebub
- Garcia in Zorro - La leggenda
- Lynn Loud Sr. in A casa dei Loud
- Banana in Maiale Capra Banana Grillo
- Akechi Mitsuhide in Sengoku Basara
- Junior (2° voce, ep. 28+) e Kaioshin il Sommo (ep. 55+) in Dragon Ball Super
- Rube Goldfish in Spongebob, Lo show di Patrick Stella
- Kaeloo in Kaeloo
- Vecchio Uomo Jenkinsbot in The Bagel and Becky Show
- Thirteen, Sekijiro Kan, All for One e Shin Nemoto in My Hero Academia
- Gozu in Pokémon Sole e Luna: Ultravventure
- Buba in Adrian
- Paver in Pokémon Sole e Luna: Ultraleggende
- Dog in Boy Girl Dog Cat Mouse Cheese
- Sig. Pinkerton in Io, Elvis Riboldi
- Paddington in Le avventure di Paddington[1]
- Chiharu Shiba in BAKI e Baki Hanma
- Hassad in Kengan Ashura
- Don Kanonji e Koganehiko in Bleach
- Lord Kallous lo Spietato in Elliott il terrestre
- Papà di Gus in Gus - Mini-maxi cavaliere[2]
- Setsuo Miyamoto e Mirage in Fire Force
- Keishin Ukai in Haikyu!!
- Mac Trapp in Petronix Defenders[3]
- Boyakki in Yattaman
- Kadomon in Re:Zero - Starting Life in Another World
- Zaryusu Shasha in Overlord
- Kurobe e Dagruel in That Time I Got Reincarnated as a Slime
- Fuchi Yamada Asaemon in Hell's Paradise
- Destra in Inazuma Eleven
- Rak Wraightraiser in Tower of God
- Tora in Ushio e Tora
- Ba Thory in Bastard!!
- Aldermach "Mac" Maggotbone in Ugly Americans
- Kagetora Aida in Kuroko's Basket
- Dr. Deep in Sonic Prime
- Wang Chang in Phantom Blood[4]
- Wired Beck in Battle Tendency

### Direttore del doppiaggio
- I Cavalieri dello zodiaco - The Lost Canvas
- Saint Seiya - I Cavalieri dello zodiaco (Netflix)
- Akudama Drive
- Assassination Classroom
- Genie Family - Il ritorno del Mago Pancione

### Videogiochi
- Bane e Jack Ryder in Batman: Arkham Asylum (2009)[5]
- Due Facce, Bane e Jack Ryder in Batman: Arkham City (2011)[6]
- Bliss Crowd #9 e Schiavo 1 in God of War: Ascension (2013)[7]
- Bane, commissario Gillian Loeb e Jack Ryan in Batman: Arkham Origins (2013)[8]
- Victor Ramos in Call of Duty: Ghosts (2013)[9]
- Reggie Rowe in Infamous: Second Son (2014)[10]
- Insonne Maschile in Destiny (2014)[11] e Destiny 2 (2017)[12]
- Sabal in Far Cry 4 (2014)[13]
- George Danton in Assassin's Creed: Unity (2014)[14]
- Jason Todd, Due Facce e Jack Ryder in Batman: Arkham Knight (2015)[15]
- Bandit in Tom Clancy's Rainbow Six: Siege (2015)
- Johnny Gunn in Deus Ex: Mankind Divided (2016)[16]
- Noah Kekai in Mirror's Edge Catalyst (2016)[17]
- Del Walker in Gears of War 4 (2016),[18] Gears 5 (2019)[19]
- Kane e capitano Crow in Titanfall 2 (2016)[20]
- Proprietario mod. classica in F1 2017 (2017)[21]
- Jason Todd/Cappuccio Rosso e Bane in Injustice 2 (2017)[22]
- Super Spesh in Wolfenstein II: The New Colossus (2017)[23]
- Ag. Bradley e Soldato Underground in Need for Speed: Payback (2017)[24]
- Green Goblin 2099 in LEGO Marvel Super Heroes 2 (2017)
- Erudito gioioso e mastro cacciatore in Monster Hunter: World (2018)[25]
- Joseph Seed in Far Cry 5 (2018)[26] e Far Cry New Dawn (2019)[27]
- Richard Perkins in Detroit: Become Human (2018)[28]
- Recon/Katsumi Kimura in Call of Duty: Black Ops IIII (2018)[29]
- Due Facce, Power Ring, Steppenwolf e Jason Todd/Cappuccio Rosso in LEGO DC Super-Villains (2018)[30]
- Arso Consiglio in Darksiders III (2018)[31]
- Haluk in Anthem (2019)[32]
- Leon in Days Gone (2019)[33]
- Alyosha in Metro Exodus (2019)[34]
- Loki in Marvel Dimension of Heroes (2019)[35]
- Il Macellaio in Call of Duty: Modern Warfare (2019)[36]
- Kano in Mortal Kombat 11 (2019)[37]
- Nicholai Ginovaef in Resident Evil 3 (2020)[38]
- Sigurd e Týr in Assassin's Creed: Valhalla (2020)[39]
- Arash Kadivar in Call of Duty: Black Ops Cold War (2020)[40]
- Mitch Anderson in Cyberpunk 2077 (2020)[41]
- Mercer Acosta in Outriders (2021)[42]
- Heisenberg in Resident Evil Village (2021)[43]
- Tutorial in WRC10[44]
- Duriel e Warriv in Diablo II: Resurrected (2021)[45]
- Rockford, Tomaso, Bao, Ducquet, Magoro in New World (2021)[46]
- Adam Warlock in Marvel's Guardians of the Galaxy (2021)[47]
- Chen Novak in Deathloop (2021)[48]
- Fane in Horizon Forbidden West (2022)[49]
- Capitano Tarpals e Cornelius Evazan in LEGO Star Wars: La saga degli Skywalker (2022)[50]
- Guardia #2 in Overwatch 2 (2022)[51]
- Tyler Anton, Strong in The Chant (2022)[52]
- Solomon Sallow in Hogwarts Legacy (2023)[53]
- Cavaliere Vigo e Drystan in Diablo IV (2023)[54]
- Havik in Mortal Kombat 1 (2023)[55]
- Kraven in Spider-Man 2 (2023)[56]
- Jack Ryder in Suicide Squad: Kill the Justice League (2024)[57]
- Pulcinella in Enotria: The Last Song (2024)[58]
- Harvey Dent, Joker, Sal Maroni, Re dei ratti e Due-Facce in Batman: Arkham Shadow (2024)[59]
- Hong in Assassin's Creed Shadows (2025)[60]

## Riconoscimenti
La Musa d'Oro 2024: Miglior Doppiaggio Animazione Serie a Puntate per Tora in Ushio e Tora

## Filmografia
- Torino nera, regia di Massimo Russo (2009)
- 2 di picche, regia di Massimo Russo (2014)
- Aberrante, regia di Mauro Russo (2016)
- Vorticale, regia di Matteo Esposito (2023)